# Pteromaktron protrudens
Pteromaktron protrudens är en svampart som beskrevs av Whisler 1963. Pteromaktron protrudens ingår i släktet Pteromaktron och familjen Legeriomycetaceae.   Inga underarter finns listade i Catalogue of Life.